# Herniaria berlengiana
É uma pequena planta que  cresce rente ao solo. Possui  folhas pequenas e espessas, que ficam vermelhas quando secam, e as suas flores são também de pequenas dimensões.
Os glomérulos reúnem habitualmente 4 a 7 flores.
É um endemismo do arquipélago da Berlenga que ocorre nas ilhas Berlenga, Farilhões e Estrelas.